# Jungermannia lignicola
Jungermannia lignicola là một loài Rêu trong họ Jungermanniaceae. Loài này được (Schiffner) Grolle mô tả khoa học đầu tiên năm 1964.